# أركاديوز بيش
أركاديوز بيش (بالبولندية: Arkadiusz Piech)‏ (7 يونيو 1985 في بولندا - ) هو لاعب كرة قدم بولندي في مركز الهجوم. شارك مع منتخب بولندا لكرة القدم. أما مع النوادي، فقد لعب مع أيل ليماسول ورتش شوروزو وزاغويمبيه لوبين وسيفاسبور وليغيا وارسو وويدزي لودز وPolonia-Stal Świdnica ‏ وGKS Bełchatów ‏ وŚlęza Wrocław ‏.

## وصلات خارجية
- أركاديوز بيش على موقع اتحاد تركيا (لاعب) (الإنجليزية)
- أركاديوز بيش على موقع قاعدة بيانات كرة القدم.إي يو (الإنجليزية)
- أركاديوز بيش على موقع ناشيونال فوتبول تيمز (الإنجليزية)
- أركاديوز بيش على موقع Soccerway.com (الإنجليزية)
- أركاديوز بيش على موقع AS.com (الإسبانية)